# Гута (заказник)
Гу́та — лісовий заказник місцевого значення в Україні. Розташований на території Радомишльського району Житомирської області, на північний захід від села Гута-Забілоцька. 
Площа 77 га. Статус присвоєно згідно з рішенням облвиконкому від 23.12.1991 року № 360. Перебуває у віданні ДП «Радомишльське ЛМГ» (Радомишльське лісництво, кв. 49, вид. 11; кв. 50, вид. 24; кв. 51, вид. 31). 
Статус присвоєно для збереження двох частин лісового масиву з цінними насадженнями сосни.